# Зиамет
Зиамет – особен вид ленно владение в Османската империя през средновековието с годишен доход от 20 000 до 100 000 акчета. Зиаметите представлявали владеенето не толкова на определена площ земя (лен), колкото годишния приход от тази земя, или част от нея, чрез отчисление от централизираната феодална рента в полза на спахията. С приходите от зиамета държателите му обезпечавали своята издръжка, включително и въоръжението си.
Зиаметите се раздавали от фонда на държавните земи в замяна на военна служба и изпълнение на други задължения към централната власт. Държателят на зиамета (зиам) живеел в ленното владение и бил задължен да участва лично във военните походи на турската армия с въоръжени конници, по един на всеки 5000 акчета от дохода на зиамета си. През 1844 г. военно-ленната система е отменена; тя била изживяла своето време в резултат на присвояването на зиаметите от техните държатели и отказа им да носят военна служба.